# Wangels
Wangels er en by og kommune i det nordlige Tyskland, beliggende i Amt Oldenburg-Land under Kreis Østholsten. Kreis Østholsten ligger i den østlige del af delstaten Slesvig-Holsten.

## Geografi
Wangels grænser til Amt Lensahn og Kreis Plön og er beliggende i nærheden af Bungsberg på halvøen Wagrien. Fra det 8. århundrede var området beboet af Venderne hvilket navnet afspejler
I kommunen ligger 19 landsbyer og bebyggelser Barensdorf, Hansühn, Karlshof, Kükelühn, Meischenstorf, Neutestorf, Testorf (ehemals Gutsbezirk Testorf), Charlottenhof, Ehlerstorf, Farve, Grammdorf, Hohenstein, Wangels (ehemals Gutsbezirk Farve), Döhnsdorf, Friederikenhof, Groß-Wessek, Testorferfelde, Wasbuck og Weißenhaus. Hansühn er centrum i kommunen. Mod nord ligger Østersøen og badestedet Weißenhäuser Strand ved Hohwachter Bucht.